# 셀프/리스
《셀프/리스》(영어: Self/less)는 2015년 공개된 미국의 SF 액션 스릴러 영화이다. 타르셈 싱이 연출하고 파스토르 형제의 각본으로 완성되었으며, 라이언 레이놀즈, 내털리 마르티네스, 매슈 구드, 빅터 가버, 데릭 루크, 벤 킹즐리 등이 출연하였다.

## 줄거리
뉴욕 억만장자 데이미언 헤일은 말기 암에 걸린 뒤 스스로의 죽음을 꾸며내고 올브라이트 교수에게서 젊은 새 몸에 의식을 이식하는 의학 조치를 받는다. 이후 데이미언은 부작용으로 따라오는 환영을 완화하는 약을 먹으며 뉴올리언스에서 가명 에드워드 키드너로 살아간다.
그러나 데이미언은 자신이 떠올리는 장면들이 환영이 아니라 진짜 기억이라는 걸 깨닫고 이를 단서로 세인트루이스 농가를 찾아간다. 데이미언은 죽은 남편 마크가 살아 돌아왔다고 생각하는 매들린에게 맞춰 마크인 척 연기를 한다.  
데이미언은 마크가 딸 애나의 치료비를 마련하려고 몸을 파는 희생을 감행했다는 걸 알게 된다. 약은 원래 몸 소유자의 기억을 완전히 지우기 위해 필요한 것으로, 약을 복용하지 않으면 데이미언의 의식은 죽고 마크의 의식이 재부상하게 된다.

## 출연진
- 라이언 레이놀즈 - 데이미언 헤일/마크 비트웰 역
- 벤 킹즐리 - 데이미언 헤일 역
- 내털리 마르티네스 - 매들린 비트웰 역
- 매슈 구드 - 프랜시스 젠슨 의사/올브라이트 역
- 데릭 루크 - 앤턴 역
- 빅터 가버 - 마틴 오닐 역
- 멀로라 하딘 - 주디 오닐 역
- 미셸 도커리 - 클레어 헤일 역
- 샘 페이지 - 칼 역
- 브렌던 매카시 - 앤턴 2 역
- 샌드라 엘리스 래퍼티 - 필리스 젠슨 역
- 에밀리 트러메인 - 맬러리 역
- 테리 와이블 - 앤드리아 역
- 마리아나 비센테 - 리아 역
- 게리 위크스
- 그리프 퍼스트

## 기타 제작진
- 세트: 신디 카
- 의상: 셰이 컨리프
- 추가 음악: 두두 아랑